# Сарланд
Сарланд или Сар је једна од 16 немачких држава. Површина јој је 2.570 , а број становника 1,08 милиона. Главни град је Сарбрикен. Изузимајући градове-државе, то је најмања немачка држава и по становништву и по површини.

## Географија
Држава Сарланд се граничи са Француском на југу и западу, Луксембургом на западу и немачком државом Рајна-Палатинат на северу и истоку. Назив државе потиче од реке Сар, која је притока Мозела у сливу Рајне. Ова река тече са југа на северозапад државе. Око трећина територије Сарланда је под шумом. Већина становништва живи у градском подручју на француској граници, око престонице Сарбрикена. Велика већина, 74%, становништва су католици.
Сарланд је подељен на шест округа:
| 1. Мерциг-Вадерн 2. Нојкирхен 3. Сарбрикен 4. Сарлуј 5. Сарфалц 6. Санкт Вендел |

## Историја
Територија је основана 1920. по одредбама Версајског мировног уговора. Састављена је из дела пруске Рајнске провинције и баварског Рајнског палатината. Област је стављена под управу Лиге народа. У пракси, облашћу је 15 година управљала Француска, што се косило са жељама локалних Немаца и Немаца уопште.
Године 1933, значајан број антинацистичких Немаца се доселио у Сар, јер је то био једини део Немачке ван контроле Трећег рајха. Као последица те чињенице, постојала је кампања у Сару да територија остане под француском контролом, све док Адолф Хитлер влада у Немачкој. Ипак, подозривост према Француској је била много јача међу становништвом него симпатије. Када је истекло предвиђених 15 година, одржан је Сарски плебисцит 13. јануара 1935. године. За прикључење Немачкој је било 90,3% гласалих, док је мањина гласала за прикључење Француској. Марта 1935, немачка нацистичка власт је именовала Јозефа Биркела за комесара Сарланда. На тој функцији је био до смрти септембра 1944. године. Од тада до марта 1945. облашћу је командовао Вили Штор.
После Другог светског рата, област је поново потпала под француску власт. Од 1947. до 1957. област се називала Протекторат Сар. Амерички државни секретар Џејмз Бернс је овакво решење образложио 1946. као компензацију Француској за три немачке инвазије (ово није била потпуна истина, јер је Француско-пруски рат започела Француска). Још један разлог била је намера да се од Немачке одузму индустријске области да би се предупредила будућа потенцијална опасност.
Облашћу је управљао француски војни гувернер, касније Високи комесар, Гилбер Ив Едмон Гранвал до 1955. године. Последње две године протекторатом је управљао Ерик де Карбонел. Становништво Сара је такође учествовало у локалној управи.
Француска и Западна Немачка су 1954. предложиле план, познат као Статут Сара, по коме би област постала независна држава. Становништво је на плебисциту одбацило овај план, делом због француског уплитања у пропагандне активности. 
27. октобра 1956, одлучено је да се допусти да Сарланд постане део Западне Немачке. То се и догодило 1. јануара 1957. године.
Уједињење Сарланда са Немачком се често назива „Мало уједињење“, за разлику од „Великог“ (уједињење са ДДР-ом).

## Спорт
Фудбалска Репрезентација Сара се такмичила у квалификационој секцији за Светско првенство у фудбалу 1954. године, али није успела пошто је била друга после Западне Немачке, али испред Норвешке. Такође је било такмичење Сара на Летњим олимпијским играма 1952. и светским првенствима у рукомету на терену почетком 1950-их.

## Привреда
- Аутомобилска индустрија (Ford, Bosch, Michelin)
- Индустрија челика (Dillinger Hüttenwerke)
- Производња керамике (Villeroy & Boch)
- Информатика (IDS Scheer, SAP Retail)

## Занимљивости
Национални фудбалски тим Сара такмичио се у квалификацијама за Светско првенство у фудбалу 1954., и био други у групи, иза Немачке. Представници Сара су се такмичили на Летњим олимпијским играма 1952.
Од 1920. до 1935, и од 1947. до 1959, на територији су се користиле поштанске марке Сара.